# Angel Metodiew

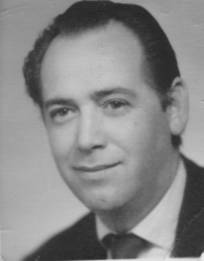
Angel Metodiew

Angel Metodiew (gebräuchliche Transkription: Angel Metodiev, bulgarisch Ангел Методиев Ангелов; * 16. März 1921 in Kirkowo; † 29. April 1984 in Sofia) war ein bulgarischer Maler des Klassischen Realismus und Professor. Er schuf Porträts, Akte und Landschaften.

## Leben
Angel Metodiew wurde in  Kirkowo, einem Ortsteil von Weliki Preslaw, geboren. An der Nationalen Akademie der Schönen Künste in Sofia studierte er bei Boris Mitow und schloss das Studium summa cum laude ab.
Er wurde danach Assistent von Rektor Panaiot Panaiotow. Später arbeitete er mit Nenko Balkanski und  Ilja Petrow. Die Tätigkeit von Angel Metodiew an der Nationalen Akademie der Schönen Künste in Sofia dauerte von 1951 bis 1970.

## Werke
Angel  Metodiew  organisierte mehrere Ausstellungen seiner eigenen Arbeit. Er nahm teil an fast allen bulgarischen nationalen Ausstellungen.
In den letzten zehn Jahren seines Lebens machte er Holzschnitzereien. Viele dieser Kunstwerke blieben wegen seines plötzlichen Todes unvollendet.
Vor seinem Tod im Jahre 1984 träumte er von einem Haus-Museum, in dem alle seine Arbeiten zusammen ausgestellt werden könnten.
Um dies zu erreichen, spendete seine zweite Frau Helia Staneva Metodieva (1925–2021) 70 seiner Gemälde und Schnitzereien an die Stiftung „Bulgarien im dreizehnten Jahrhundert“ in der Stadt Weliki Preslaw, wo sie ausgestellt wurden.  Für diese Spende wurde Metodieva ausgezeichnet mit dem Orden der Heiligen Kyrill und Methodius, 1. Stufe.
Die meisten Gemälde Angel Metodiews sind jetzt in der Kunstgalerie von Weliki Preslaw. Es gibt auch Gemälde in den nationalen Museen in Warna, Schumen und Blagoewgrad, Bulgarien.